# Agugliatura

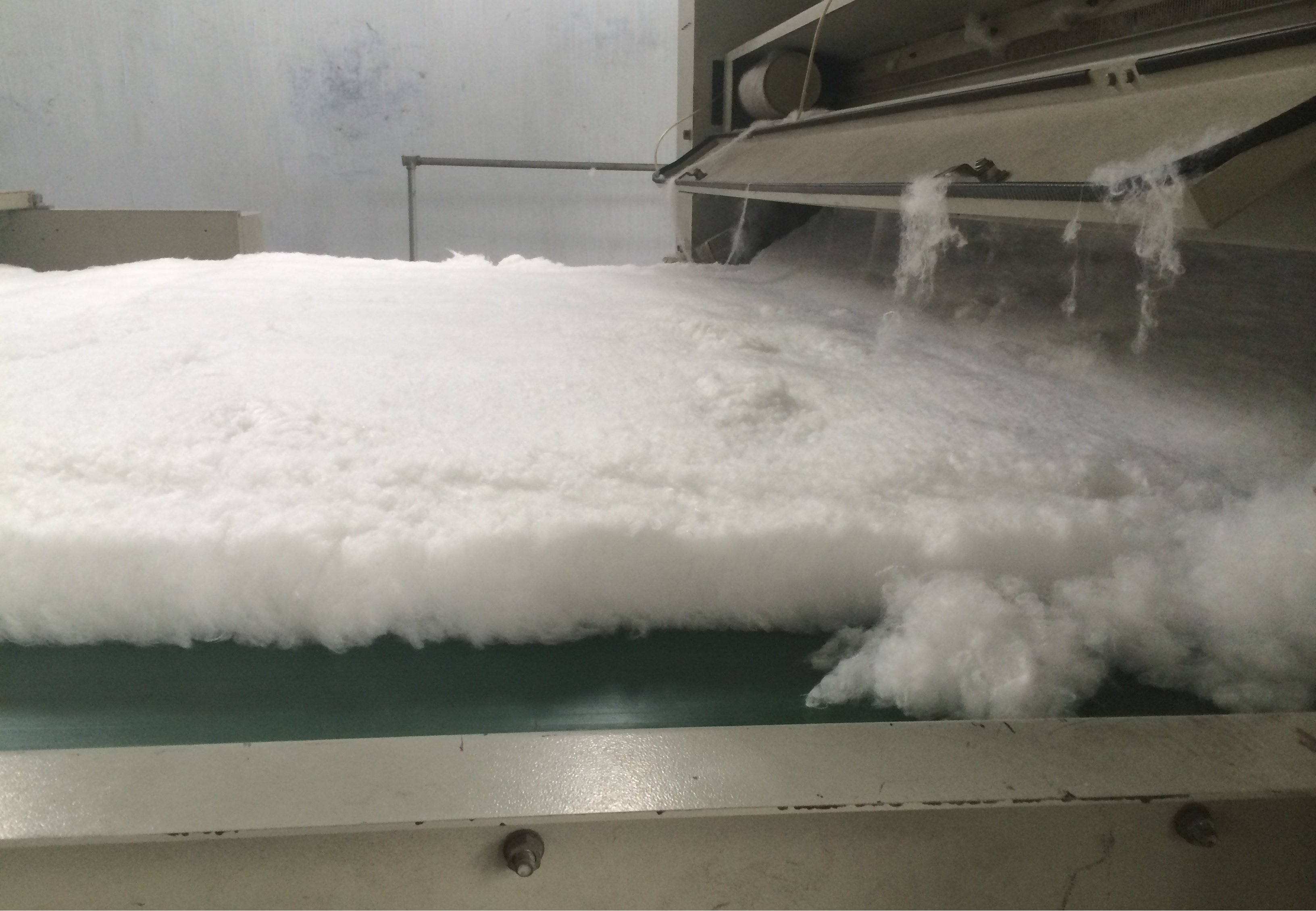
Come si presenta una fibra in nylon prima del processo di agugliatura

L'agugliatura è il processo con cui, mediante movimento verticale degli aghi, si conferisce compattezza al materasso di fibre ottenuto all'uscita della carda, per sovrapposizione di più strati di velo. Si ottiene quindi un tessuto non tessuto (TNT) dotato di una certa consistenza dovuta alla penetrazione di una parte delle fibre trascinate verticalmente dal moto degli aghi. 

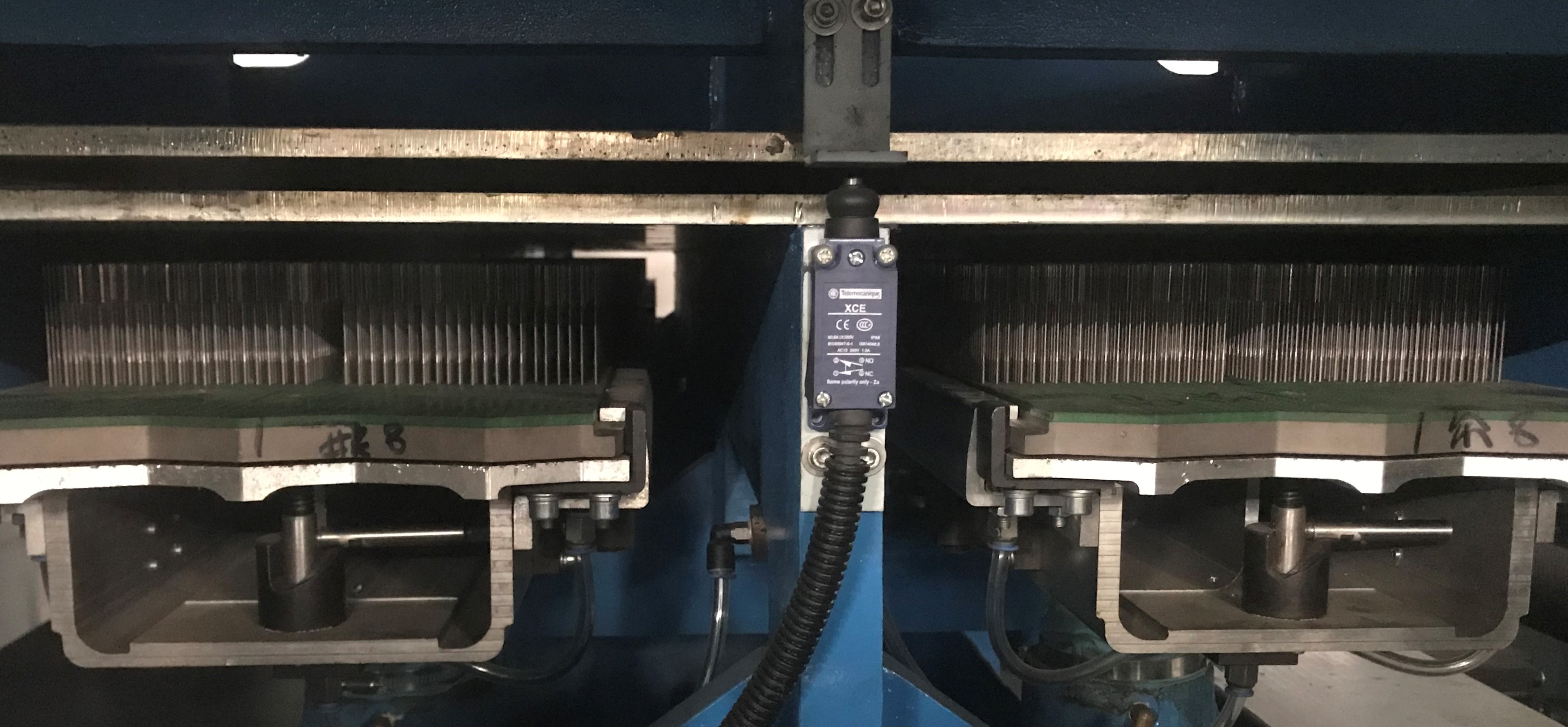
Particolare di un impianto di agugliatura ad aghi

Successivamente per aumentare la resistenza del prodotto possono essere eseguite lavorazioni di finissaggio quali resinatura o termofissaggio.
È il procedimento meccanico con cui si ottiene il feltro nell'industria tessile.
Esiste anche l'agugliatura ad acqua che consiste nel consolidamento di veli di fibre mediante getti d’acqua ad alta pressione che perforano il tessuto e intrecciano le fibre senza danneggiarle, come può accadere con l'agugliatura ad aghi. L’intreccio delle fibre in varie direzioni conferisce al tessuto non tessuto una proprietà isotropa e una medesima resistenza in varie direzioni. I diversi strati di veli possono essere originati da diverse tecnologie tessili quali cardatura, combinazione di cardatura e faldatura, wet laid, air laid, meltblown. Il TNT dopo agugliatura ad acqua può essere sottoposto ad altre nobilitazioni tessili per migliorarne le caratteristiche meccaniche, fisiche e superficiali come l'impregnazione o spalmatura, tintura e finissaggio.